# Zecco
Zecco è un dipartimento del Burkina Faso classificato come comune, situato nella Provincia di Nahouri, facente parte della Regione del Centro-Sud.
Il dipartimento si compone del capoluogo e di altri 10 villaggi: Barré, Bourouma, Garwendé, Gonré, Guian, Konkoa, Niouabié, Songo, Zecco-Yarcé e Zélégo.